# كيفين ستوت
كيفين ستوت (بالإنجليزية: Kevin Stott)‏ (مواليد 9 يوليو 1967) حكم كرة قدم أمريكي . تم اعتماده من قبل الاتحاد الدولي لكرة القدم حكما دوليا في سنة 1995 . تم استدعائه للمشاركة في إدارة بعض مباريات بطولة كأس العالم لكرة القدم 2006 في ألمانيا . قرر اعتزال التحكيم الدولي في سنة 2008 .

## روابط خارجية
- كيفين ستوت على موقع Soccerway.com (الإنجليزية)